# Kraljevina dveh Sicilij
Kraljevina dveh Sicilij je bila država, ki je zavzemala današnjo južno Italijo od leta 1816 do leta 1861. Nastala je po Dunajskem kongresu in po dogovoru iz Casalanze, ko je Burbonec Ferdinand I. dveh Sicilij združil pod svojo krono Neapeljsko kraljestvo in Kraljevino Sicilijo. Prestolnica nove države je bila Palermo, a se je že naslednjega leta premaknila v Neapelj, vendar le formalno, ker sta v praksi obstajali dve prestolnici, Palermo in Neapelj. Združitev vsega juga pod okriljem Kraljestva dveh Sicilij je bil začetek razsvetljenega  fevdalizma, ki pa ni zacelil vseh starih ran. Kraljestvo je bilo dejansko še vedno deljeno na celinski del (bivše Neapeljsko kraljestvo) in otočni del (bivše Sicilsko kraljestvo), predvsem v političnem pomenu. 

## Ferdinand I.
Kralj Ferdinand je bil na Siciliji Ferdinand III., v Neaplju pa Ferdinand IV., saj so Borbonci vladali na obeh ozemljih še od leta 1734, v Neaplju kot absolutistični vladarji, na Siciliji pa kot predstavniki plemstva v parlamentu. Združenje obeh posesti v eno državo je bilo pretežno politično izkazovanje oblasti, čeprav zgodovinsko ni bilo novost. Že leta 1443 je Alfons V. Aragonski ustanovil Regnum Utriusque Siciliae (= Kraljestvo obeh Sicilij) in se oklical za kralja , vendar je združeno kraljestvo trajalo le do njegove smrti.
Prva doba Kraljevine dveh Sicilij je bila, kot pri vsakem združenju, politično in organizacijsko zahtevna. Neapelj je komaj prestal deset let Napoleonove oblasti z Muratovim kraljevanjem in v tem obdobju je bil odpravljen fevdalizem. To je sicer  poenostavilo zakonodajo, a ni odpravilo fevdalne miselnosti aristokracije. Na Siciliji je, predvsem med aristokracijo, prevladovalo nasprotovanje zedinjenju, saj je to pomenilo ukinitev 600 let trajajoče samostojnosti . Med predstavniki monarhije, aristokracijo in navadnim ljudstvom ni bilo možno ne razumevanje ne sodelovanje. 
V teh okoliščinah so naglo rasle tajne družbe in bratovščine, med katerimi je bila najpomembnejša karbonerija, ki je zahtevala obnovo države in predvsem formalno ustavo. Leta 1820 je prišlo do državnega udara pod vodstvom nekaterih pripadnikov vojske in karbonarjev, kar je prisililo Ferdinanda I. dveh Sicilij, da je odobril ustavo, a po španskem zgledu. . Sicilsko ljudstvo se je temu uprlo in zahtevalo secesijo, vendar je bil upor zadušen. Te dogodke so v Avstriji razumeli samo kot nasprotovanje ustavi, zato je Metternich – kljub ugovarjanju drugih držav – napadel Kraljestvo dveh Sicilij in zavzel Neapelj (1821). 

## Franc I.
Po Ferdinandovi smrti (1825) je zasedel prestol njegov sin Francesco, ki je zaslužen za napredek državnega gospodarstva; čeprav je vedno sledil avstrijskim smernicam in diktatom, je dosegel, da so se umaknili iz kraljevine po šestletni okupaciji. Njegovo strogo in katoliško usmerjeno upravljanje države ni preprečilo nastanka opozicije, ki so jo vodili bivši pripadniki vstaje iz leta 1820 in ki so zahtevali ustavo po francoskem modelu, vendar je bilo njihovo gibanje zatrto z vojsko.

## Ferdinand II.
Po Francescovi smrti (1830) je nastopil Ferdinand II. dveh Sicilij. Od vseh Borboncev se odlikuje, ker je največ prispeval k napredku kraljevine, saj je v mladih letih izdal veliko političnih in tehnoloških reform, vse do leta 1848. Tega leta so evropski nemiri namreč dosegli tudi italijanski jug. Na Siciliji so ljudski uporniki zahtevali neodvisnost in Ferdinand je izdal ustavo Kraljevine dveh Sicilij, ki pa ni nikoli stopila v veljavo. Sicilijanci so enostransko proglasili neodvisnost, ki je bila po nekaj mesecih zadušena v krvi. Ferdinand II. se je po letu 1848 opredelil za strogo absolutistično politiko, ki je državo popolnoma ohromila. Njegovo ostro nasprotovanje vsaki spremembi je bilo glavni vzrok splošnega nezadovoljstva in uporov po vsej državi, kar je omogočilo uspeh Garibaldijevega pohoda tisočih.

## Franc II.
Nasledil ga je triindvajsetletni sin Francesco, ki je vladal samo malo več kot eno leto, vendar je v tem kratkem času izdal veliko reform za izboljšanje življenjske ravni prebivalstva. Sprva je bil nasproten združenju s Sardinijo, a po izgubi Sicilije in Kalabrije, ki ju je bil zavzel Garibaldi, se je izognil nadaljnemu prelivanju krvi z odhodom iz Neaplja in tako dovolil predajo ljudstva. Zatekel se je v Gaeto, verjetno v upanju, da mu bo dovoljeno bivanje v tamkajšnji trdnjavi, a po tromesečnem obleganju ga je sardinska vojska premagala. Odšel je v izgnanstvo v Rim in po nekaj letih v Pariz. Umrl je leta 1894. Z njim se zaključi vrsta kraljev dveh Sicilij, pa tudi glavna nasledstvena veja Savojcev, saj je bil vnuk Viktorja Emanuela I.

## Konec Kraljevine dveh Sicilij
Leta 1859 so se odvile najpomembnejše bitke med Kraljevino Italijo in Avstrijo (Magenta, Solferino), kjer so bili Avstrijci poraženi. Mirovna pogodba je dodelila Lombardijo Franciji, ki jo je odstopila zaveznici Italiji. Kot posledica vključitve Lombardije v Kraljevino Italijo, so se tudi lokalne oblasti Parme, Modene, Toskane in Romanje opredelile za aneksijo. Po pogajanjih s Francijo, je Italija pridobila še ozemlje Lombardsko-beneškega (razen Benečije) in je odstopila Francozom Savojo in Nico. Naslednjega leta se je Garibaldi izkrcal na Siciliji in proglasil otok za posest Kraljevine Italije. Vojska dveh Sicilij, ki se mu je zoperstavila, je bila poražena najprej na otoku, nato še v Kalabriji. Prebivalci celinskega dela Dveh Sicilij so se večinoma predali Garibaldiju brez bojevanja in kraljeva vojska je bila definitivno poražena. Celotna Kraljevina dveh Sicilij je po uradnih plebiscitih prešla pod Kraljevino Italijo 20. marca 1861.
Zedinjena Italija še zdaleč ni bila sposobna uresničiti idealov domovinske enotnosti in enakosti državljanov, o katerih je govoril Mazzini in za katere je umrlo tisoče ljudi med Risorgimentom.  Zelo zgovorne so sledeče besede enega najbolj uglednih časnikarjev in politikov tiste dobe:
"Življenje v pokrajinah neapeljskega kontinenta je, v dobrem in slabem, odgovarjala nekemu socialnemu in moralnemu, pa tudi zgodovinskemu in gospodarskemu stanju, ki bi se bilo lahko s časom spremenilo, ni bila pa upravičena nenadna sprememba. A revolucija je nasilno spremenila zunanjost tega stanja z zakonodajo, ki ni bila drugo kot avtomatsko nasprotovanje vsemu preteklemu. Nova zakonodaja ni obnovila človeka, nasprotno, pohujšala ga je. Stara skupnost se je znašla vsa pijana od množice novih zahtev in prepovedi, ki so videle v preteklosti vse slabo in v tako imenovanih modernih idejah vse dobro, zato so z neumno naglico hotele popraviti toliko stvari, potrebnih in nepotrebnih. (…) Bodisi v poslanski zbornici, kot tudi v občinskih in pokrajinskih svetih, včerajšnji sovražniki so postali današnji prijatelji, in obratno, in to ne v imenu nazorov, temveč v imenu interesov, prevzetnosti in ambicij, ki bi jih težko priznali. Sovražnost se spreminja v ljubezen in ljubezen v sovražnost in izgublja se smisel za dobro in slabo. Če bi ga namenoma iskali, slabšega sistema ne bi našli za škodovanje ljudem. (…) Podeželje stare kraljevine je dobilo zakone in uredbe, ki so bili v nasprotstvu z njegovim značajem in z njegovo tradicijo. Tudi male podeželske občine na Siciliji, v Bazilikati, v Abrucih in v Kalabriji so podvržene istim zakonom, ki veljajo v velikih mestih Italije. Nič ni bilo upoštevano; nasprotno, vse je bilo pomešano v eno samo avtomatsko enoto, kar je, če dobro premislimo, edini vzrok današnjih tegob in tudi nevarnosti, ki grozijo državi. Če so politični zakoni že morali biti enaki po vsej državi, gospodarski zakoni bi pa morali upoštevati zgodovino in zemljepis, ki se ne moreta kršiti brez posledic."
(Raffaele De Cesare: La fine di un Regno, Vol. II., Napoli 1894)